# Hostinec U Rozvědčíka
Hostinec u Rozvědčíka se nachází na levém břehu řeky Berounky v katastru obce Nezabudice. Založen byl Jaroslavem Fraňkem ve 30. letech 20. století. Známý je především z knih Oty Pavla. 
V letech 1975–1995 byl veden ve státním seznamu jako kulturní památka.
Dodnes je velmi vyhledávaný mezi turisty a vodáky.